# Muscle Museum EP
Muscle Museum EP es un trabajo discográfico de la banda inglesa, Muse, que salió a la venta el 11 de enero de 1999 bajo el sello discográfico Dangerous Records. Su edición fue limitada, lanzándose sólo 999 copias. Fue el segundo EP que grabó Muse, tras el Muse EP. Muscle Museum EP entró en la lista de sencillos Indie de NME al número 3, detrás de Mercury Rev y Fatboy Slim.

## Información
El primer vistazo a la nueva dirección de Muse, con la introducción de “Muscle Museum”. La canción “Instant Messenger” luego fue renombrada como “Pink Ego Box”. El EP fue una edición limitada y numerada a mano (999). Ediciones sin numerar fueron editadas para las estaciones de radio y periodistas. CD numerados fueron vendidos en tiendas locales y en conciertos.
Matthew Bellamy dio la recepcionista en el estudio de BBC Radio una copia del EP, disiéndoselo a él o a ella para dárselo al DJ Steve Lamacq. Llegó una sorpresa tanto a Bellamy como a Christopher Wolstenholme para oírlo interpretado por Steve Lamacq un par de meses más tarde. Después de su estreno en el programa de Lamacq, Muse terminó en tablas indias después de la venta de CD en tiendas.

## Prelanzamiento
Algunos CD-Rs fueron hechos en el estudio de grabación de Sawmills antes del lanzamiento del EP. CD-Rs promocionales con una portada colorada fueron también hechos por Motor en Alemania, aunque el propio EP nunca fue lanzado allí.

## Demo de Sawmills
Un demo de casete fue hecho en Sawmills con las pistas que luego aparecieron en el Muscle Museum EP, así como “Cave”.

## Lista de canciones
| CD, Sawmills; CD-Rs promocionales de Alemania |                     |          |  |
| N.º                                           | Título              | Duración |  |
| 1.                                            | «Muscle Museum»     | 4:20     |  |
| 2.                                            | «Sober»             | 4:02     |  |
| 3.                                            | «Uno»               | 3:46     |  |
| 4.                                            | «Unintended»        | 3:56     |  |
| 5.                                            | «Instant Messenger» | 3:31     |  |
| 6.                                            | «(Muscle Museum)#2» | 1:16     |  |

| CD-R promocional del Reino Unido |                     |          |  |
| N.º                              | Título              | Duración |  |
| 1.                               | «Muscle Museum»     | 3:58     |  |
| 2.                               | «Sober»             | 4:03     |  |
| 3.                               | «Uno»               | 3:38     |  |
| 4.                               | «Unintended»        | 3:57     |  |
| 5.                               | «Instant Messenger» | 3:30     |  |

| Demo de Sawmills |                     |          |  |
| N.º              | Título              | Duración |  |
| 1.               | «Muscle Museum»     | 4:20     |  |
| 2.               | «Sober»             | 4:02     |  |
| 3.               | «Cave»              | 4:45     |  |
| 4.               | «Sin título»        | 3:56     |  |
| 5.               | «Instant Messenger» | 3:31     |  |
| 6.               | «Uno»               | 3:38     |  |